# Дупјачани
Дупјачани (мкд. Дупјачани) су насеље у Северној Македонији, у средишњем делу државе. Дупјачани припадају општини Долнени.

## Географија
Насеље Дупјачани је смештено у средишњем делу Северне Македоније. Од најближег већег града, Прилепа, насеље је удаљено 16 km северно.
Дупјачани се налазе у северном делу Пелагоније, највеће висоравни Северне Македоније. Насељски атар је у северном делу равничарски, без већих водотока, док се даље ка југу издиже планина Трескавац. Надморска висина насеља је приближно 660 m.
Клима у насељу је континентална.

## Становништво
По попису становништва из 2002. године, Дупјачани су имали 155 становника.
Претежно становништво у етнички Македонци (99%).
Већинска вероисповест у насељу је православље.